# Adrian Phillips
Adrian Phillips (Garland, 28 marzo 1992) è un giocatore di football americano statunitense che milita nel ruolo di safety e linebacker per i New England Patriots della National Football League (NFL).

## Carriera

### San Diego/Los Angeles Chargers
Dopo non essere stato scelto nel Draft NFL 2014 Phillips firmò con i San Diego Chargers. Il 2 novembre 2014 debuttò come professionista contro i Miami Dolphins, facendo registrare un tackle.
L'11 settembre 2017, nel debutto stagione contro i Denver Broncos nel Monday Night Football, Phillips mise a segno un intercetto sul quarterback Trevor Siemian dal quale poi i Chargers, nel frattempo trasferitisi a Los Angeles, segnarono. Il 14 marzo 2018 rifirmò con i Chargers e a fine stagione fu convocato per il primo Pro Bowl e inserito nel First-team All-Pro come special teamer.

### New England Patriots
Il 21 marzo 2020, Phillips firmò  un contratto biennale con i New England Patriots. Nell'ottavo turno della stagione 2021 fece registrare due intercetti, di cui uno ritornato per 26 yard in touchdown, venendo premiato come difensore della AFC della settimana.

## Palmarès
- Convocazioni al Pro Bowl: 1

2018
- First-team All-Pro: 1

2018
- Difensore della AFC della settimana: 1

8ª del 2021